# Campeonato Paulista de Basquete Masculino
O Campeonato Paulista de Basquete Masculino é uma tradicional competição estadual de basquete masculino que ocorre uma vez por temporada envolvendo equipes do estado de São Paulo.

## História
O primeiro campeonato da categoria masculino adulto ocorreu em 1925. A competição foi chamada de Campeonato Paulistano (ou da Capital), pois foi realizada somente entre os clubes da capital e teve como campeão o Esperia. Sete anos depois, as equipes do interior do estado foram incluídas, surgindo de fato o Campeonato Paulista, que passou a ser denominado oficialmente de Campeonato Estadual da Categoria Masculina Principal. O Palestra Itália, uma das principais forças do estado da época, conquistou os três primeiros títulos do torneio.
Em 1940, o campeonato foi novamente dividido em dois núcleos: o Campeonato do Interior (jogado desde 1930, mas reconhecido como oficial pela Federação Paulista de Basketball em 1940) e o Campeonato da Grande São Paulo (Paulistano ou Capital), e dessa forma, os primeiros colocados participariam posteriormente do Campeonato Estadual. Entre 1941 e 1950, houve apenas uma edição do torneio estadual, em 1947. De 1950 a 1977, o estado de São Paulo teve três campeonatos diferentes. Tal cenário só se modificou a partir do ano de 1978, quando houve uma reorganização nos campeonatos da Federação Paulista de Basketball, que extinguiu os campeonatos da Capital e do Interior e rebatizou o estadual para Campeonato Estadual Masculino de Basquete da Divisão Especial, que é disputado até os dias atuais.

## Edições do Campeonato Paulista

### Títulos por equipe
| Clubes              | Títulos                                                                                              | Vices                                                                                    |
| ------------------- | --- | ---------------------------------------------------------------------------------------- |
| Franca              | 16 (1973, 1975, 1976, 1977, 1988, 1990, 1992, 1997, 2000, 2006, 2007, 2018, 2019, 2020, 2022 e 2024) | 14 (1964, 1970, 1971, 1974, 1978, 1979, 1980, 1991, 1993, 1996, 1999, 2008, 2017 e 2021) |
| Corinthians         | 14 (1935, 1939, 1947, 1951, 1952, 1954, 1955, 1964, 1965, 1966, 1968, 1969, 1983 e 1985)             | 06 (1967, 1982, 1984, 2003[a], 2019 e 2023)                                              |
| Palmeiras           | 08 (1932, 1933, 1934, 1958, 1961, 1963, 1972 e 1974)                                                 | 05 (1960, 1962, 1965, 1975 e 1976)                                                       |
| Sírio               | 07 (1959, 1962, 1967, 1970, 1971, 1978 e 1979)                                                       | 08 (1961, 1963, 1968, 1969, 1977, 1983, 1986 e 1988)                                     |
| São José            | 05 (1980, 1981, 2009, 2012 e 2015)                                                                   | 03 (1952, 2011 e 2024)                                                                   |
| Rio Claro           | 05 (1987, 1991, 1993, 1994 e 1995)                                                                   | 01 (1990)                                                                                |
| COC/Ribeirão Preto  | 05 (2001, 2002, 2003, 2004 e 2005)                                                                   | 01 (1997)                                                                                |
| Esperia             | 04 (1936, 1937, 1938 e 1940)                                                                         | 01 (1957)                                                                                |
| Monte Líbano        | 03 (1982, 1984 e 1986)                                                                               | 03 (1981, 1985 e 1987)                                                                   |
| Bauru               | 03 (1999, 2013 e 2014)                                                                               | 02 (2000 e 2016)                                                                         |
| Paulistano          | 02 (2017 e 2023)                                                                                     | 05 (2005, 2009, 2013, 2018 e 2020)                                                       |
| XV de Novembro      | 02 (1957 e 1960)                                                                                     | 04 (1955, 1958, 1959 e 1966)                                                             |
| Mogi das Cruzes     | 02 (1996 e 2016)                                                                                     | 03 (1998, 2003[a] e 2015)                                                                |
| Limeira             | 02 (2008 e 2010)                                                                                     | 02 (2004 e 2014)                                                                         |
| Pinheiros           | 01 (2011)                                                                                            | 02 (2010 e 2012)                                                                         |
| São Paulo           | 01 (2021)                                                                                            | 01 (2022)                                                                                |
| Lwart/Lwarcel       | 01 (1989)                                                                                            | 0                                                                                        |
| Mackenzie/Microcamp | 01 (1998)                                                                                            | 0                                                                                        |
| Clube Campineiro    | 0 | 03 (1932, 1933 e 1934)                                                                   |
| Jundiaiense         | 0 | 02 (1935 e 1936)                                                                         |
| Grêmio Varnhagen    | 0 | 02 (1938 e 1940)                                                                         |
| São Carlos          | 0 | 02 (1939 e 1954)                                                                         |
| Trianon             | 0 | 02 (1972 e 1973)                                                                         |
| Araraquara          | 0 | 02 (2001 e 2002)                                                                         |
| Sorocabano          | 0 | 01 (1937)                                                                                |
| Guaratinguetá       | 0 | 01 (1947)                                                                                |
| Ponte Preta         | 0 | 01 (1951)                                                                                |
| Pirelli             | 0 | 01 (1989)                                                                                |
| Ipê                 | 0 | 01 (1992)                                                                                |
| Nosso Clube         | 0 | 01 (1994)                                                                                |
| A.A. Guaru          | 0 | 01 (1995)                                                                                |
| Assis               | 0 | 01 (2006)                                                                                |
| Ulbra/São Bernardo  | 0 | 01 (2007)                                                                                |

- a  Em 2003, o Corinthians e o Mogi das Cruzes firmaram uma parceria e disputaram duas edições do Campeonato Paulista em conjunto.

## Campeonato Paulistano (Campeonato da Capital 1925-1977)

### Títulos por equipe
| Clube          | Títulos |
| -------------- | --- |
| Corinthians    | 17 (1936, 1947, 1948, 1950, 1951, 1952, 1953, 1954, 1955, 1956, 1964, 1965, 1966, 1967, 1968, 1969 e 1970) |
| Esperia*       | 13 (1925, 1926, 1927, 1937, 1938, 1939, 1940, 1941, 1942, 1945, 1946, 1949 e 1957)                         |
| Palmeiras      | 12 (1928, 1929, 1931, 1932, 1933, 1934, 1935, 1958, 1972, 1974, 1975 e 1976)                               |
| Sírio          | 08 (1959, 1960, 1961, 1962, 1963, 1971, 1973, e 1977)                                                      |
| A.A. São Paulo | 01 (1930)                                                                                                  |
| São Paulo      | 01 (1943)                                                                                                  |
| Paulistano     | 01 (1944)                                                                                                  |

* O Esperia venceu um campeonato entre os clubes da Capital, organizado pela Associação Paulista de Esportes Atléticos (APEA), em 1923, além de um torneio realizado em 1924. No entanto, nenhum dos dois é considerado como oficial pela Federação Paulista de Basketball (FPB) em seus documentos.

### Campeonato da Capital de 2º quadros

#### Títulos por equipe
| Clube             | Títulos                                        |
| ----------------- | ---------------------------------------------- |
| Esperia           | 7 (1924, 1925, 1926, 1927, 1928, 1929, e 1933) |
| Corinthians       | 2 (1931 e 1943)                                |
| A.A. São Paulo    | 1 (1927)                                       |
| Tietê             | 1 (1930)                                       |
| Palestra Itália   | 1 (1932)                                       |
| São Paulo Railway | 1 (1940)                                       |

## Campeonato do Interior (1940-1977)

### Títulos por equipe
| Clube            | Títulos                                                                        | Vices                                    |
| ---------------- | ------------------------------------------------------------------------------ | ---------------------------------------- |
| Franca           | 012 (1962, 1963, 1964, 1965, 1966, 1967, 1968, 1971, 1972, 1975, 1976, e 1977) | 03 (1969, 1973 e 1974)                   |
| XV de Novembro   | 06 (1955, 1957, 1958, 1959, 1960 e 1974)                                       | 04 (1963, 1964, 1965 e 1966)             |
| Sorocabano       | 02 (1947 e 1950)                                                               | 0                                        |
| São José         | 02 (1952 e 1969)                                                               | 06 (1956, 1957, 1960, 1962, 1968 e 1970) |
| São Carlos       | 02 (1954 e 1956)                                                               | 04 (1952, 1955, 1958 e 1959)             |
| Grêmio Varnhagen | 02 (1939) e 1940)                                                              | 0                                        |
| Taubaté Clube    | 01 (1943)                                                                      | 01 (1944)                                |
| Nosso Clube      | 01 (1944)                                                                      | 01 (1943)                                |
| Vasco da Gama    | 01 (1945)                                                                      | 0                                        |
| Guaratinguetá    | 01 (1948)                                                                      | 0                                        |
| Campineiro       | 01 (1949)                                                                      | 0                                        |
| Ponte Preta      | 01 (1951)                                                                      | 0                                        |
| T.C. Campinas    | 01 (1970)                                                                      | 04 (1971, 1975, 1976 e 1977)             |
| Trianon          | 01 (1973)                                                                      | 01 (1972)                                |

### Fatos sobre o Campeonato do Interior
- De 1943 a 1945, o Campeonato do Interior, foi disputado como Torneio de Classificação do Interior, dando ao campeão a representação das Ligas do Interior no Conselho Supremo da Federação Paulista de Basketball.
- Em 1956 e 1957, a Federação Paulista de Basketball, não realizou este campeonato, mas por resolução da diretoria ficou prevalecendo como seus os resultados do Troféu Bandeirantes do DEFE.
- Em 1968, foi realizado um Quadrangular final em sistema de ida e volta para apurar-se o campeão. Os terceiros colocados de cada grupo disputaram entre si a última vaga para o Campeonato Paulista da categoria.
- Em 1969, foi entregue ao campeão o Troféu "Pedro Vicente Fonseca (Pecente)".
- Em 1977, as três primeiras equipes colocadas classificaram-se automaticamente para disputar o Campeonato Paulista Estadual Principal Masculino deste mesmo ano, e os seis primeiros colocados participaram da recém criada Divisão Especial Adulta Masculina.

### Troféu Bandeirantes (1947-1974)
O Troféu Bandeirantes foi um torneio de basquete que envolvia as equipes do interior de São Paulo. Era organizada pelo Governo Estadual, não tendo elo com a Federação Paulista de Basketball.

#### Títulos por equipe
| Clube              | Títulos                            |
| ------------------ | ---------------------------------- |
| XV de Novembro     | 05 (1955, 1957, 1959, 1960 e 1961) |
| Sorocabano         | 02 (1947 e 1950)                   |
| São José           | 02 (1951 e 1958)                   |
| São Carlos         | 02 (1953 e 1956)                   |
| Franca             | 02 (1962 e 1963)                   |
| Guaratinguetá      | 01 (1948)                          |
| Campineiro         | 01 (1949)                          |
| A.A. Scarpa        | 01 (1952)                          |
| C.R. Guaratinguetá | 01 (1954)                          |
| Luso               | 01 (1974)                          |

## Torneio Novo Milênio (2001-2011)

### Títulos por equipe
| Clube                  | Títulos          |
| ---------------------- | ---------------- |
| Assis                  | 02 (2004 e 2005) |
| Casa Branca            | 02 (2006 e 2008) |
| Pinheiros              | 01 (2001)        |
| Rio Pardo              | 01 (2002)        |
| Hebraica               | 01 (2003)        |
| Ulbra/São Bernardo     | 01 (2007)        |
| Metodista/São Bernardo | 01 (2009)        |
| Liga Sorocabana        | 01 (2010)        |
| XV de Novembro         | 01 (2011)        |